# 授乳危険度分類
授乳危険度分類(じゅにゅうきけんどぶんるい、英: breast-feeding categories, breastfeeding reccommendations, lactation risk category)とは、医薬品を母親が用いた場合に、授乳によって乳児へどのくらいの危険性有害性が見込まれるかを示す分類。

## 日本
日本では授乳危険度分類に相当する基準や指針は定められていない。

### 非分類情報
分類ではないが授乳危険度に関する情報を提供している資料としては、医薬品の添付文書がある。

## 米国

### Breast-feeding Categories
ジョンズ・ホプキンス病院による分類。
下記のとおり授乳危険度分類を１、２、３、Ｘ、？の５つに分類している。

| 分類 | 説明(英語)             | 説明 |
| ---- | ---------------------- | ---- |
| 1    | Compatible             |      |
| 2    | Use with caution       |      |
| 3    | Unknown with concerns  |      |
| X    | Contraindicated        |      |
| ?    | Safety not established |      |

### Hale's Lactation Risk Categories
Thomas W. Hale, Ph.D による分類。
下記のとおり授乳危険度分類を Ｌ１、Ｌ２、Ｌ３、Ｌ４、Ｌ５の５つに分類している。
| 分類 | 説明(英語)         | 説明 |
| ---- | ------------------ | ---- |
| L1   | Safest             |      |
| L2   | Safer              |      |
| L3   | Moderately safe    |      |
| L4   | Possibly hazardous |      |
| L5   | Contraindicated    |      |

### 非分類情報
分類ではないが授乳危険度に関する情報を提供しているもの

#### 添付文書
アメリカ食品医薬品局(FDA)の新規PLLR(Pregnancy and Lactating labeling Rule)による添付文書形式を採用している場合、添付文書 8.2 Lactatiion の節に記載される。

#### LactMed (TOXNET)
アメリカ国立医学図書館による検索サイト
- URL: https://toxnet.nlm.nih.gov/newtoxnet/lactmed.htm